# Queensland Tennis Centre
Queensland Tennis Centre lub Tennyson Tennis Centre – kompleks tenisowy w australijskim Brisbane, w stanie Queensland.
Obiekt oddany do użytkowania został w styczniu 2009 roku, a koszt inwestycji wyniósł 77 000 000 dolarów amerykańskich. Składa się z 23 kortów standardów ITF. Jest to pierwsze centrum tenisowe wybudowane w Australii, które posiada wszystkie trzy nawierzchnie turniejów wielkoszlemowych. Główną areną Queensland Tennis Centre jest kort centralny nazwany Pat Rafter Arena, z pojemnością 5500 widzów.
Od 2009 roku w obiekcie organizowany jest męski i żeński turniej tenisowy Brisbane International. Męskie zawody zostały przeniesione z Adelaide i są rangi ATP World Tour 250. Kobieca impreza jest kategorii WTA Premier Series i została przeniesiona z Gold Coast.